# Kōtoku Wamura

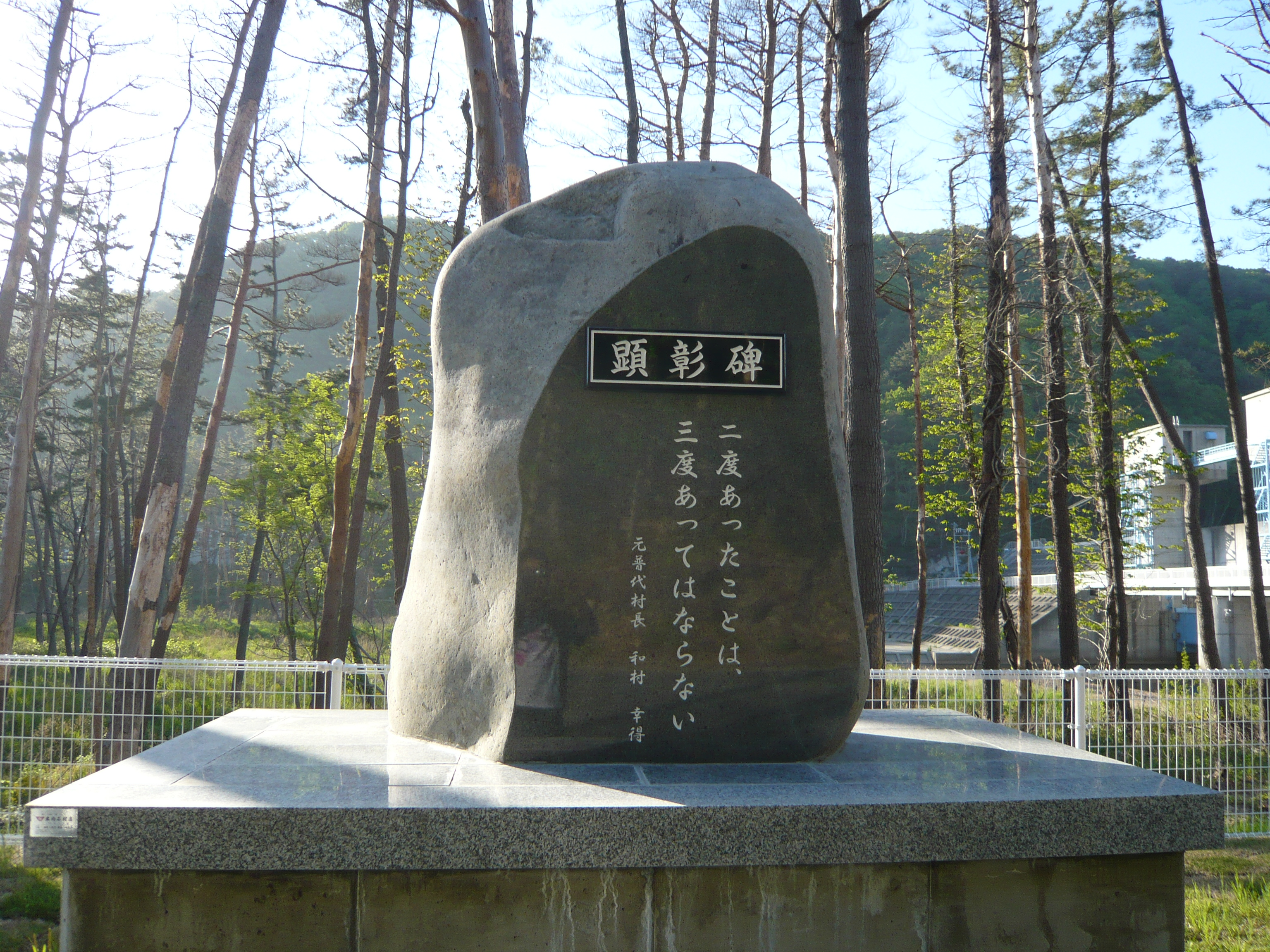
Monumento in onore di Kotoku Wamura

Kōtoku Wamura (和村 幸得?, Wamura Kōtoku; 21 febbraio 1909 – 18 ottobre 1997) è stato un politico giapponese, a cui si deve la costruzione del muro che salvò il villaggio di Fudai dallo tsunami che colpì il Giappone nel 2011. In molti testi occidentali, il suo nome è erroneamente translitterato in Kotaku Wamura.

## Biografia
Aveva solo 24 anni quando lo tsunami seguito al terremoto di Sanriku del 1933 si abbatté sulla costa orientale della regione di Tōhoku, facendo oltre 3.000 vittime. Trentasette anni prima, nella stessa regione, lo tsunami seguito al terremoto di Sanriku del 1896 aveva causato almeno 22.000 vittime.
Ha ricoperto la carica di sindaco di Fudai, villaggio della prefettura di Iwate, per sei legislature e quarant'anni: dal 1947 al 1987, quando si dimise.
Durante la sua amministrazione, la sua cittadina ricevette un forte impulso al suo sviluppo economico, basato soprattutto sulla pesca e sul turismo, grazie alle sue spiagge.
Fu però criticato da più parti per la sua decisione di costruire una diga anti-tsunami: l'opera, alta circa 15,5 metri e costata l'equivalente di 25 milioni di euro, era molto più grande di quelle che proteggevano i villaggi vicini e fu considerata inizialmente come uno spreco di denaro pubblico e il sindaco fu deriso e insultato per questa scelta.
Nel dimettersi, il sindaco disse ai suoi sostenitori di essere fiduciosi, e che il pubblico in futuro avrebbe capito l'importanza della sua opera.
Nel 1997 Kōtoku Wamura morì, all'età di 88 anni.
L'utilità della sua opera sarebbe stata dimostrata durante il terremoto e maremoto del Tōhoku del 2011: a differenza delle località vicine, che subirono ingenti danni, Fudai uscì pressoché indenne e fece registrare una sola vittima, un pescatore uscito subito dopo il terremoto per cercare la sua barca e sorpreso dall'onda anomala.
Scampato il pericolo, la sua tomba divenne meta di pellegrinaggio da parte dei suoi concittadini, i quali vi si recarono per deporvi fiori ed elevare preghiere di ringraziamento al loro eroe.

## Riferimenti nella cultura di massa
Il 13 gennaio 2012, nel corso del reportage Il samurai disarmato, della serie Storie di confine, è andato in onda un servizio sul "sindaco-profeta", definito come un uomo pacato ma in grado di sfoggiare una volontà di ferro quando necessario, come per superare la forte opposizione interna all'approvazione della diga che salvò Fudai dal maremoto che colpì la costa orientale del Giappone nel 2011.
Nel 2016 la Mushi Production ha realizzato, su commissione dell'Associazione per lo Sviluppo Regionale di Tohoku, un film d'animazione intitolato Considerando la prevenzione delle catastrofi per il futuro 未来に向けて～防災を考える～ (Mirai ni Mukete Bōsai o Kangaeru?). L'anime, della durata di 60 minuti, nella prima parte racconta la storia di Wamura, mentre la seconda vede come protagonisti gli alunni della scuola elementare di Kamaishi durante lo tsunami del 2011.